# Felix Vodička
Felix Vodička (Innsbruck, 11 april 1909 – Praag, 5 januari 1974) was een Tsjechische literatuurhistoricus en hoogleraar in de geschiedenis van de Tsjechische literatuur. Vanaf zijn 40ste nam hij deel aan de activiteiten van de Praagse Taalkundige Kring. Hij werkte voor het Instituut van de Tsjechische literatuur van de Tsjechoslowaakse Academie van Wetenschappen, waar hij tussen 1968 en 1970 directeur was. In 1970 werd hij gedwongen om met pensioen te gaan. 
Prof. PhD. Vodička DrSc. wordt beschouwd als een leidende voorstander van het Tsjechische structuralisme in de jaren 60 van de 20e eeuw. Zijn studie Literární historie, její problémy a úkoly (literaire geschiedenis, haar problemen en uitdagingen) uit 1942, formuleerde de structuur van de conceptuele werken uit de literatuurgeschiedenis. De studie was vooral gericht op het toekennen van theoretische categorieën aan kwesties die betrekking hadden tot historische literatuur.

## Publicaties
- Počátky krásné prózy novočeské – příspěvek k literárním dějinám doby Jungmannovy, 1948
- Cesty a cíle obrozenecké literatury (De Wegen en de Doelen van de Herlevingsliteratuur), 1958
- Struktura vývoje (De Structuur van Ontwikkeling), 1969